# Sylvia Plath

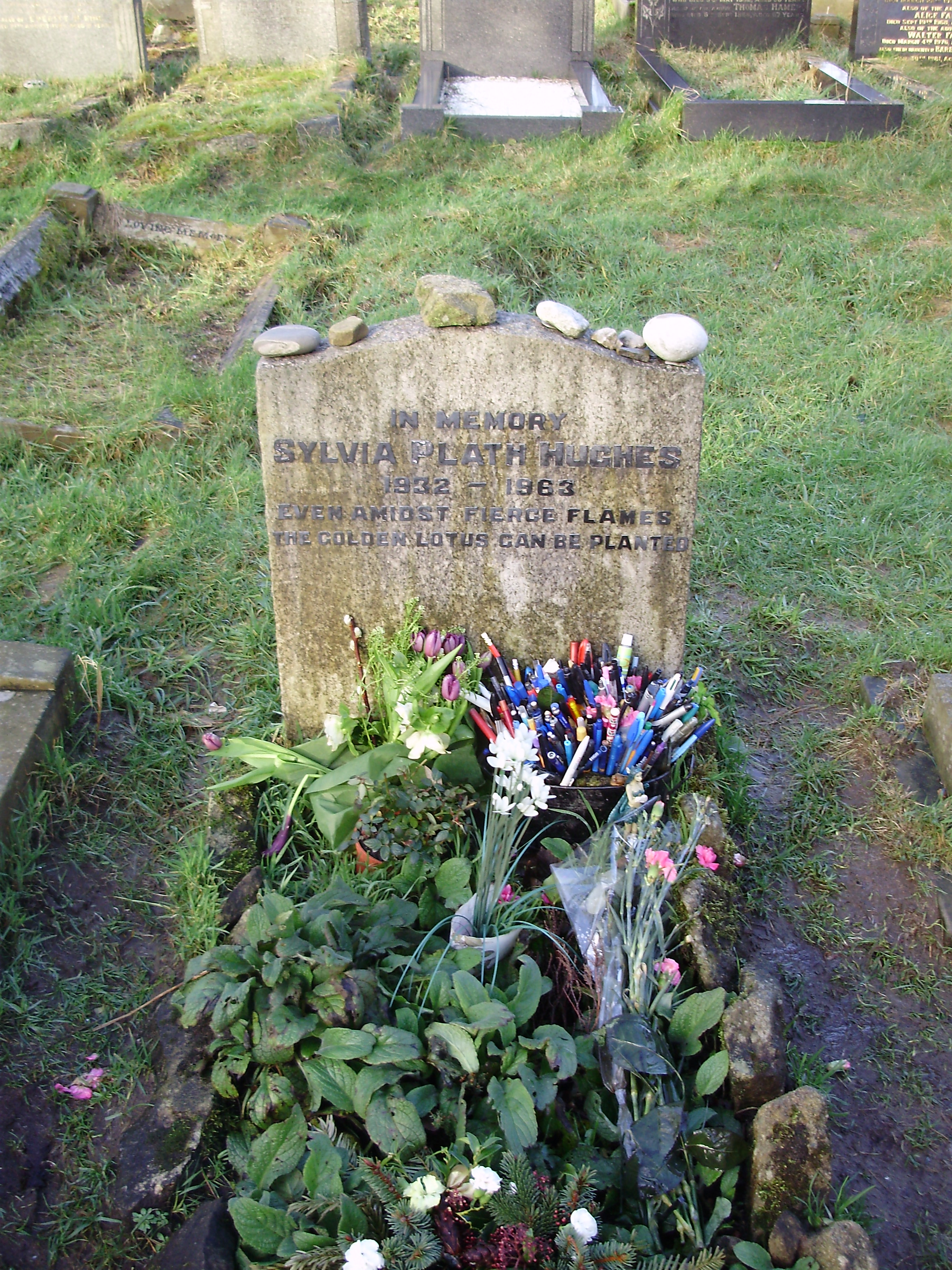
het graf van Sylvia Plath

Sylvia Plath (Boston (Massachusetts), 27 oktober 1932 – Londen, 11 februari 1963) was een Amerikaanse dichteres, romanschrijfster en essayiste. Hoewel ze vooral bekend is om haar poëzie, oogstte ze ook faam met haar semiautobiografische roman The Bell Jar ("De glazen stolp"), waarin haar worsteling met depressies gedetailleerd wordt beschreven. Na haar zelfmoord is ze voor velen een icoon geworden. Postuum werd haar in 1982 de Pulitzerprijs voor poëzie toegekend.

## Leven
Sylvia Plath werd geboren in Jamaica Plain, een buitenwijk van Boston. Haar talent uitte zich al vroeg, ze schreef haar eerste gedicht toen ze acht jaar oud was. Haar vader Otto Plath, hoogleraar zoölogie en Duits, en auteur van een boekje over hommels, overleed rond die tijd, op 5 oktober 1940. Plath zette haar literaire aspiraties door, probeerde gedichten en verhalen in Amerikaanse tijdschriften gepubliceerd te krijgen en oogstte enig succes.
Sylvia leed gedurende haar gehele volwassen leven aan een ernstige vorm van depressie, een bipolaire stoornis. In 1950 werd ze met een beurs toegelaten tot Smith College, maar al in haar eerste studiejaar deed ze een zelfmoordpoging. Ze kwam onder behandeling van een psychiatrische instelling (McLean Hospital) en leek goed te herstellen. In 1955 studeerde ze cum laude af.
Plath kreeg opnieuw een beurs, ditmaal om aan Newnham College van de universiteit van Cambridge te gaan studeren. Ook daar schreef ze gedichten, die af en toe in de studentenkrant Varsity werden gepubliceerd. In Cambridge ontmoette ze de Engelse dichter Ted Hughes, met wie ze trouwde op 16 juni 1956. Plath en Hughes woonden van juli 1957 tot oktober 1959 in de Verenigde Staten, waar Plath les gaf aan Smith College. In Boston woonde Plath lezingen van Robert Lowell bij, die van grote invloed op haar werk zouden zijn. In deze tijd ontmoetten Plath en Hughes ook William Merwin, die hun werk bewonderde en een vriend voor het leven zou worden. Toen Sylvia zwanger was, verhuisde het echtpaar terug naar het Verenigd Koninkrijk.
Ze woonden een tijdje in Londen en streken vervolgens neer in North Tawton, een stadje in Devon. Haar eerste dichtbundel, The Colossus, kwam in 1960 in Engeland uit. In februari 1961 kreeg ze een miskraam, waarnaar ze in een aantal gedichten verwees. Door echtelijke ruzie, vooral naar aanleiding van Hughes' affaire met dichteres Assia Wevill, leefden Ted en Sylvia na de geboorte van hun eerste kind bijna twee jaar gescheiden.
Plath keerde met haar kinderen Frieda en Nicholas terug naar Londen. Ze huurde een woning in een appartementencomplex waar ook William Butler Yeats ooit woonde. Plath was hier erg blij mee en beschouwde het als een goed voorteken toen ze haar scheidingsprocedure inzette. De winter van 1962-1963 was zeer streng en Sylvia werd ziek. Op 11 februari 1963 verstikte ze zichzelf met het gas van haar oven. Voordien had ze nog eten en melk voor haar kinderen klaargezet. Ze ligt begraven op het kerkhof van Heptonstall in West Yorkshire.

## Werk
Ted Hughes kreeg het beheer over Plaths persoonlijke en literaire nalatenschap. Hij vernietigde het laatste deel van Sylvia's dagboek, waarin hun tijd samen beschreven werd. In 1982 werd Plath de vierde dichter die postuum een Pulitzerprijs won (voor The Collected Poems).
Veel critici, vooral uit feministische hoek, hebben Hughes ervan beschuldigd bij de publicatie van Plaths werken vooral zijn persoonlijke doeleinden na te streven. Hughes heeft dit altijd ontkend. In zijn laatste dichtbundel, Birthday Letters (1998) doorbrak hij uiteindelijk zijn stilzwijgen rond Sylvia.
Een vergelijkbaar verwijt trof overigens Sylvia's moeder, Aurelia Schober Plath, toen zij een selectie van Sylvia's brieven aan haar, Letters Home by Sylvia Plath. Correspondence 1950 — 1963, uitgaf (1975). Aurelia zou een keuze hebben gemaakt die vooral haarzelf in een gunstig daglicht stelde.
Hoewel Plaths eerste boek, The Colossus, over het algemeen goed ontvangen werd door de critici, wordt ook wel gezegd dat het nogal conventioneel is en het drama mist dat in haar latere werk zo sterk tot uitdrukking komt. Hoeveel invloed Hughes op Plaths werk heeft gehad, is onderwerp van discussie. Plaths gedichten hebben een geheel eigen stem en de overeenkomsten tussen het werk van beide dichters zijn niet erg groot.
De gedichten in de bundel Ariel markeren een breuk met Plaths eerdere werk. Waarschijnlijk hebben de lessen van Lowell daarbij een rol gespeeld. Hoe het ook zij, de bundel heeft een zeer dramatische uitwerking, vooral door de uiterst oprechte en intieme beschrijvingen van Sylvia's psychische gesteldheid en de autobiografische gedichten (o.a. Daddy waarin ze haar vader om zijn vroege dood als verrader afschildert). Plaths werk wordt vaak in verband gebracht met dat van Anne Sexton, die net als Sylvia sterk beïnvloed werd door Robert Lowell. Ondanks de vele kritieken en biografieën die na haar dood zijn verschenen, lijkt de discussie over Plaths werk vaak op een gevecht tussen lezers die Sylvia's kant kiezen en lezers die achter Hughes staan. De bitterheid die sommige mensen jegens Hughes koesteren, is af te lezen aan vele pogingen om Hughes' naam van Sylvia's grafsteen te verwijderen.

### Poëzie
- The Colossus (1960)
- Ariel (1965)
- Crossing the Water (1971)
- Winter Trees (1972)
- The Collected Poems (1981)

### Proza
- The Bell Jar (De glazen stolp) (1963), onder het pseudoniem 'Victoria Lucas'
- Letters Home (1975), geschreven aan en samengesteld door haar moeder
- Johnny Panic and the Bible of Dreams (1977)
- The Journals of Sylvia Plath (1982)
- The Magic Mirror (1989), Plaths eindscriptie aan Smith College
- The Unabridged Journals of Sylvia Plath (2000), samengesteld door Karen V. Kukil

### Kinderboeken
- The Bed Book (1976)
- The It-Doesn't-Matter-Suit (1996)
- Collected Children's Stories (2001)
- Mrs. Cherry's Kitchen (2001)

## Anderen over Sylvia Plath

### Boeken
- Al Alvarez begint zijn boek/essay The Savage God (de wrede god) uit 1971 over de relatie tussen literatuur en zelfdoding met een uitvoerig relaas over de opzienbarende zelfmoord van Sylvia Plath.
- Ronald Hayman schreef een biografie, The Death and Life of Sylvia Plath, verschenen in 1991.
- De Nederlandse auteur Connie Palmen schreef in 2015 de roman Jij zegt het als ware het een autobiografie van Ted Hughes over zijn relatie met Sylvia Plath. Deze roman van Palmen werd bekroond met de Libris Literatuurprijs 2016.
- De Engelse Heather Clark publiceerde in 2020 de biografie Red Comet: The Short Life and Blazing Art of Sylvia Plath. De Nederlandse vertaling Rode komeet verscheen ook in 2020 bij de Arbeiderspers.
- Zweedse schrijfster Elin Cullhed schreef de roman Euforie: een roman over Sylvia Plath. Deze verscheen in 2022.

### Artikelen
- Nicoletta Fotinos schreef een artikel over de verbeelding van het lichaam in de gedichten van Sylvia Plath (Somatografie; Het lichamelijke schrijven van Anne Sexton en Sylvia Plath, Lust en Gratie, 1999).

### Theater, film en muziek
- De Amerikaanse singer-songwriter Ryan Adams schreef het nummer 'Sylvia Plath', dat verscheen op zijn album Gold (2001).
- De film Sylvia (regie Christine Jeffs, 2003) schetst een beeld van de problematische verhouding van het dichtersechtpaar.
- Fabrice Murgia maakte in 2019 een theatervoorstelling over het leven van Sylvia Plath.[2][3]
- Paul Westerberg, de ex-frontman van de band The Replacements, schreef voor zijn soloalbum Come Feel Me Tremble over Sylvia Plath het nummer 'Crackle and Drag'. De titel is een verwijzing naar Plaths gedicht 'Edge'.